# Салатау
Салатау (Сала-тау, Салата́вский) — хребет в Дагестане. Расположен на территории Буйнакского, Казбековского и Гумбетовского районов. Дугообразно вытянут в широтном направлении примерно на 45 км. Наибольшие высоты хребта сконцентрированы на центральном отрезке между вершинами Ханахойтау и Кеуда.

## Этимология названия
Предложен ряд толкований происхождения хоронима Сала-Тау, как с тюркских наречий, так и с грузинского языка. Например:
- Ороним сала со значением «село, деревня» широко распространен в топонимах Крыма (Ени-Сала, Коджа-Сала, Салачик).

- Гусейнов трактует этимологию слова сала как булгарскую форму кыпчакского жайляу со значением «летнее пастбище»[6].

## Описание
Салатау представляет собой хребет моноклинального строения с треугольным поперечным сечением, асимметричной формой и острым гребнем. Сложен главным образом меловыми породами, образующими складки, гребень состоит в основном из верхнемеловых известняков. Вместе с Андийским и Гимринским хребтами окаймлен на севере и востоке зоной складчатых предгорий, сложенных палеогеновыми и неогеновыми отложениями
Высшей точкой хребта Салатау является одноименная гора Салатау (2713 м), которая располагается в его центральной части. Также по высоте выделяются вершины – Ханахойтау (2667 м), Кырк (2684 м), Салатау восточная (2523 м) и Кеуда (2438 м).

## Хозяйственное значение
Степная растительность используется под весенние и осенние пастбища, но основное значение в хозяйстве имеют летние пастбищные угодья. Земледелие и садоводство ограничено местами где большая часть ландшафта сильно изменена человеком, то есть днищами долин и пологими участками склонов с обустроенными террасами. В долине реки Гадаритляр культивируются южные плодовые деревья: абрикос, персик, хурма, тутовник, грецкий орех. Район долины реки Ахсу благоприятен для ведения орошаемого земледелия. В некоторых местах лесной зоны происходит вырубка деревьев.

## Галерея

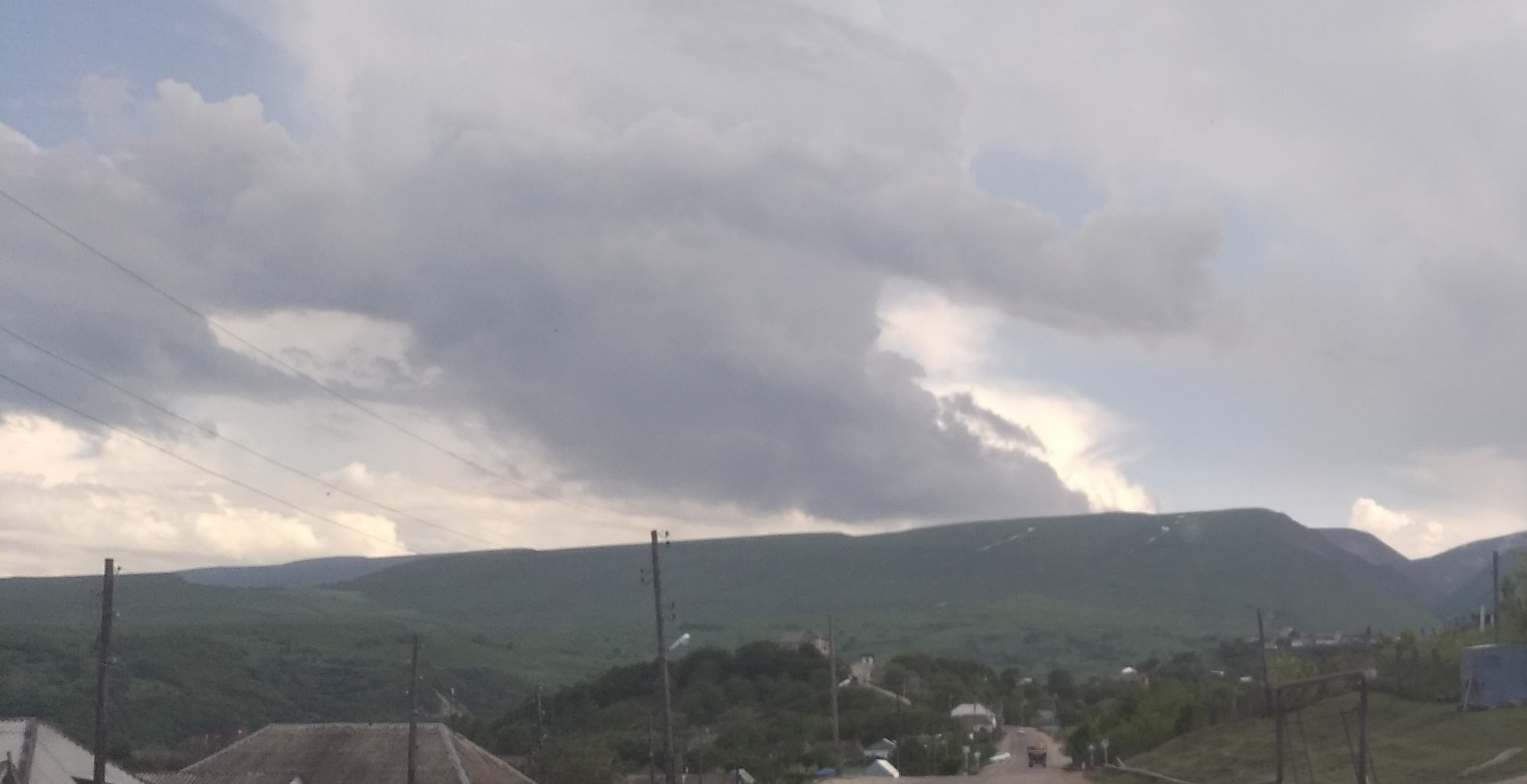
Хребет Салатау вид с Буртуная (2022)
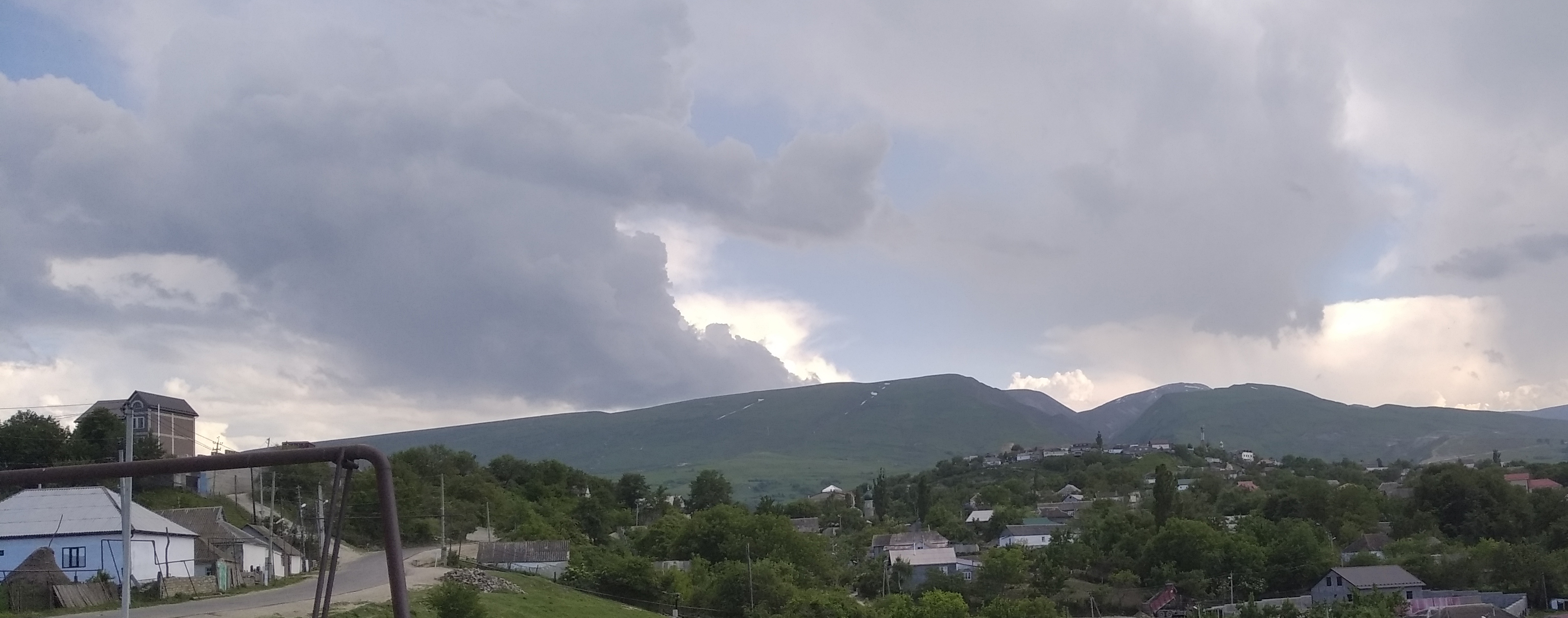
Хребет Салатау вид с Буртуная (2022)
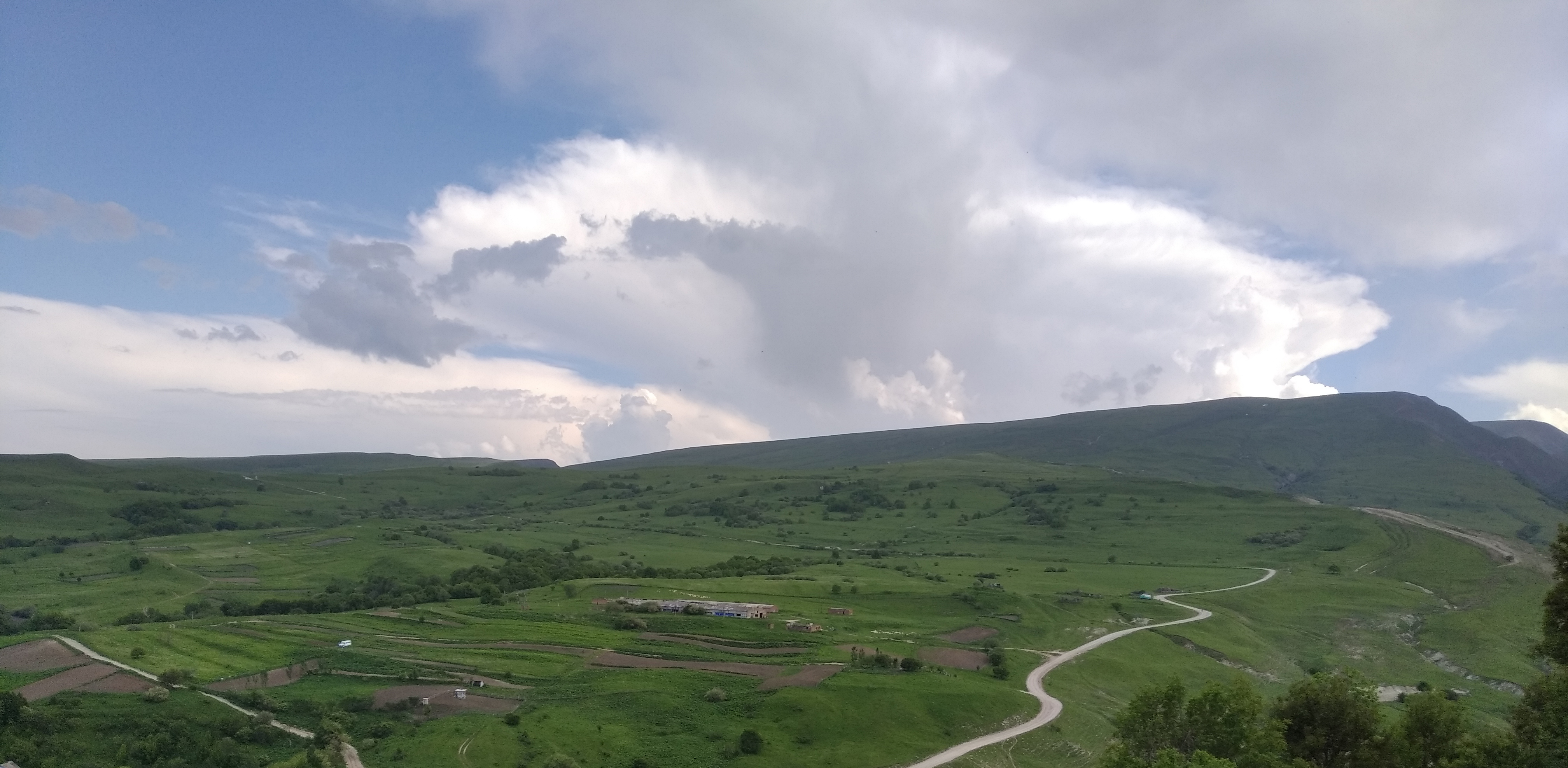
Хребет Салатау вид с Буртуная (2022)
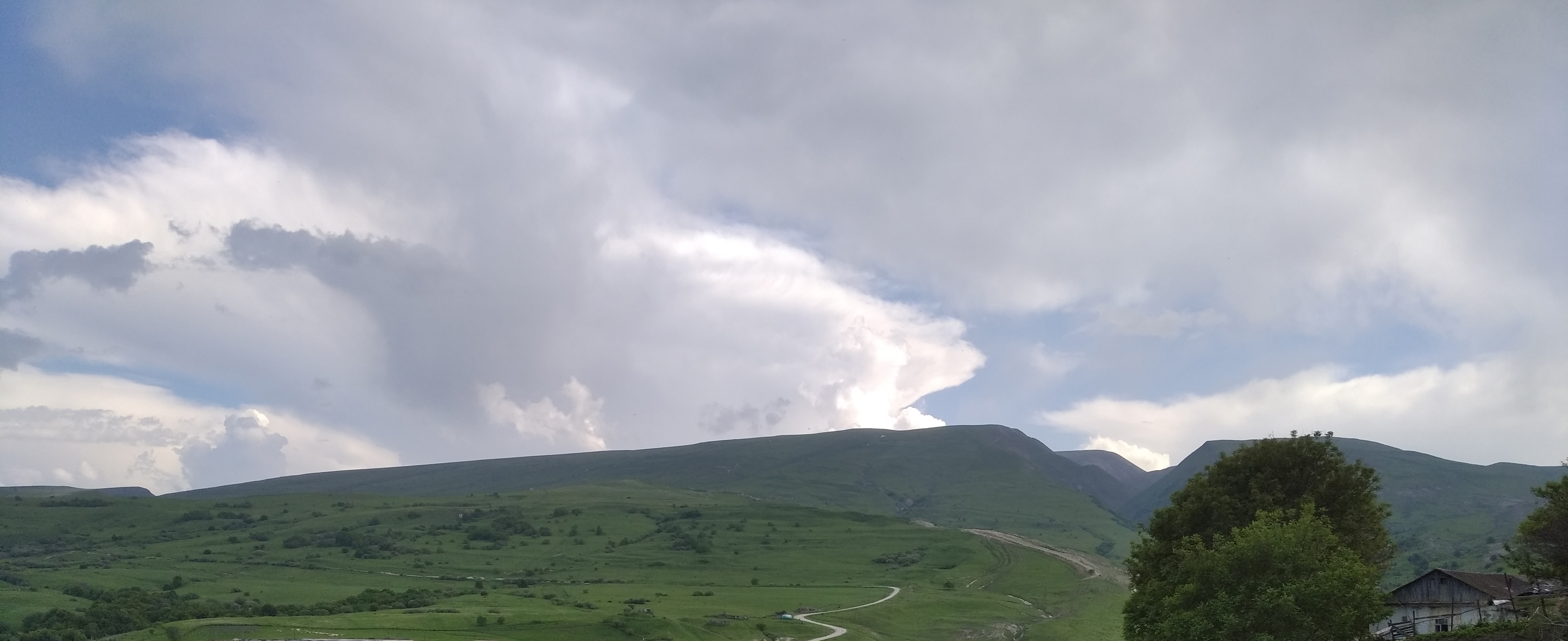
Хребет Салатау вид с Буртуная (2022)